# Бухари, Ибрахим
Ибрахи́м Буха́ри (англ. Ibrahim Buhari; род. 8 октября 2001) — нигерийский футболист, защитник шведского «Эльфсборг».

## Клубная карьера
На взрослом уровне выступал с 2019 года за «Плато Юнайтед». В его составе дебютировал в чемпионате Нигерии 3 ноября 2019 года в игре против «Лоби Старз». В марте 2020 года после 25 сыгранных туров чемпионат был остановлен из-за пандемии коронавируса. На момент остановки «Плато Юнайтед» шёл на первом месте, однако, не был признан чемпионом, но получил путёвку в Лигу чемпионов. В декабре 2020 года Бухари дебютировал в этом турнире в матче квалификационного раунда с танзанским «Симбой». В следующем сезоне провёл 25 игр в чемпионате, в которых забил шесть мячей, чем помог своей команде занять второе место и завоевать серебряные медали.
27 сентября 2022 года на правах свободного агента перешёл в шведский «Эльфсборг», заключив контракт, рассчитанный до конца 2026 года. 9 октября впервые попал в заявку клуба на матч с «Кальмаром», но на поле не появился.

## Карьера в сборной
11 мая 2022 года впервые был вызван в состав национальной сборной Нигерии на товарищеские матчи с Мексикой и Эквадором, но участия в играх не принимал.

## Достижения
Плато Юнайтед:
- Серебряный призёр чемпионата Нигерии: 2021/22

## Клубная статистика
| Выступление      | Выступление      | Выступление      | Лига | Лига | Кубки | Кубки | Конт. кубки | Конт. кубки | Итого | Итого |
| Клуб             | Лига             | Сезон            | Игры | Голы | Игры  | Голы  | Игры        | Голы        | Игры  | Голы  |
| ---------------- | ---------------- | ---------------- | ---- | ---- | ----- | ----- | ----------- | ----------- | ----- | ----- |
| Плато Юнайтед    | NPFL             | 2019/20          | 23   | 0    | 0     | 0     | 0           | 0           | 23    | 0     |
| Плато Юнайтед    | NPFL             | 2020/21          | 33   | 3    | 0     | 0     | 1           | 0           | 34    | 3     |
| Плато Юнайтед    | NPFL             | 2021/22          | 25   | 6    | 0     | 0     | 0           | 0           | 25    | 6     |
| Плато Юнайтед    | Итого            | Итого            | 81   | 9    | 0     | 0     | 1           | 0           | 82    | 9     |
| Эльфсборг        | Алльсвенскан     | 2022             | 0    | 0    | 0     | 0     | 0           | 0           | 0     | 0     |
| Эльфсборг        | Алльсвенскан     | 2023             | 2    | 0    | 0     | 0     | 0           | 0           | 2     | 0     |
| Эльфсборг        | Итого            | Итого            | 2    | 0    | 0     | 0     | 0           | 0           | 2     | 0     |
| Всего за карьеру | Всего за карьеру | Всего за карьеру | 83   | 9    | 0     | 0     | 1           | 0           | 84    | 9     |